# マセラティ・MC20
MC20は、イタリアのマセラティが開発したスーパーカーである。

## 概要
MC12以来16年ぶりとなる自社製スーパーカーとして2020年2月にその名が明かされ、同年9月9日にモデナで開催されたブランドリローンチイベント「MMXX:Time to be audacious」でワールドプレミア。同時に日本およびアメリカでも発表された。当初は同年5月末の発表を予定していたが、新型コロナウイルス感染症の世界的流行を受け延期されていた。
マセラティブランドの新時代の幕開けを象徴するモデルとして、「100% メイド・イン・モデナ」「100%メイド・イン・イタリー」を基本理念に開発された。マセラティ車としては22年ぶりに自社製エンジンを搭載しているほか、将来の電動化にも対応した設計となっている。
車名は「MC」が「マセラティ・コルセ（イタリア語でレーシングの意）」の略を、「20」はマセラティが「新時代の幕開け」と位置づけた2020年をそれぞれ意味する。
ホモロゲーションモデルであったMC12とは異なりカタログモデルとして販売されるが、本車によるモータースポーツへの復帰も計画されている。電気自動車版のフォルゴーレが2024年に発売される予定だったが、2025年に「需要不足」を理由としてキャンセルが発表された。

## メカニズム

### パワートレイン
「ネットゥーノ（Nettuno、英語でネプチューンの意）」と命名された自社製の3.0 L 90度V型6気筒DOHC ツインターボエンジンをミッドシップに搭載する。内径×行程は88 mm X 82 mm、圧縮比は11:1。
最大の特徴は「MTC（マセラティ・ツイン・コンバスチョン）」と呼ばれる新開発の燃焼システムを組み込んだ点である。フォーミュラ1カーで常用されるプレチャンバー（副燃焼室）をロードカーで初めて採用し、状況に応じて通常の点火とプレチャンバーによる点火を使い分けることで、燃焼効率とレスポンスの向上を図っている。ポート噴射と直噴を併用しているため、点火プラグとインジェクターは各気筒に2個ずつ（計12個）備えられている。
その他、低重心化のためにドライサンプを採用し、ターボチャージャーもバンクの内側ではなく両サイドの下側に設けられている。
スペックは最高出力630 PS / 7,500 rpm、最大トルク74.4 kgf·m / 3,000-5,500 rpmを発生。リッターあたり210 PSという高出力を実現した。組み合わせられるトランスミッションは8速DCT。
「ネットゥーノ」はMC20のワールドプレミアに先んじて2020年7月に発表されており、マセラティによればMC20を皮切りに搭載車種を展開していく予定であるとしている。2022年に発表されたコンパクトSUVの「グレカーレ トロフェオ」には、本車のエンジンをデチューンしたパワーユニットが搭載されている。

### エクステリア

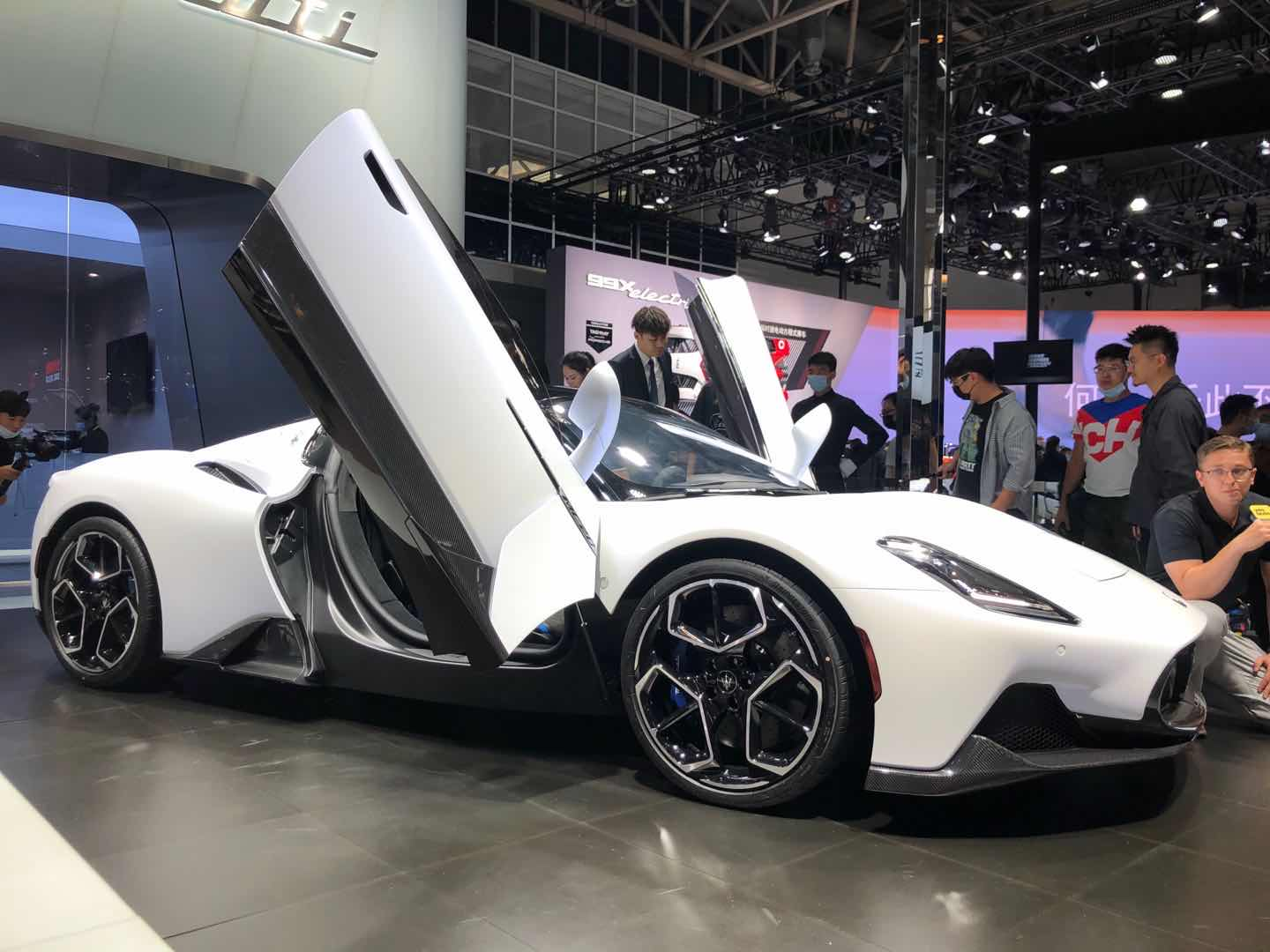
バタフライドアを開放した状態

ボディは2ドアクーペで、将来のカブリオレモデル展開も見据えた設計となっている。ドアはマセラティ史上初となるバタフライドアを採用した。
デザインでは、マセラティがブランドアイデンティティと位置づけるエレガンス、パフォーマンス、快適性を基本指針とした上で、ボディのアッパー（上部）とアンダー（下部）それぞれに異なるテーマを持たせるという手法が取り入れられている。アッパーではサイドのエアダクトやエアロパーツの類を一切廃し、美麗なボディラインを追求した。リアスポイラーも装着されていないが、ボディ自体の空力性能の向上で十分なダウンフォースが得られるとしている。アンダーは機能美を徹底するという指針からカーボンファイバー製パーツが多用され、スポーツ性能を高めている。ダラーラの空洞実験室において、2,000時間以上に及ぶテストや1,000回以上の数値流体力学シミュレーションを行った。その他、フロントグリルやサイドにはマセラティ伝統のシンボルであるトライデントのエンブレムが装着され、リアガラスのルーパーもトライデントをイメージした形状になっている。
外装色には専用色として「ビアンコ・アウダーチェ」「ジャッロ・ジェニオ」「ロッソ・ヴィンチェンテ」「ブルー・インフィニート」「ネロ・エッセンツァ」「グリジオ・ミステロ」の6色を用意。すべてMC20のために開発された新色である。

### インテリア

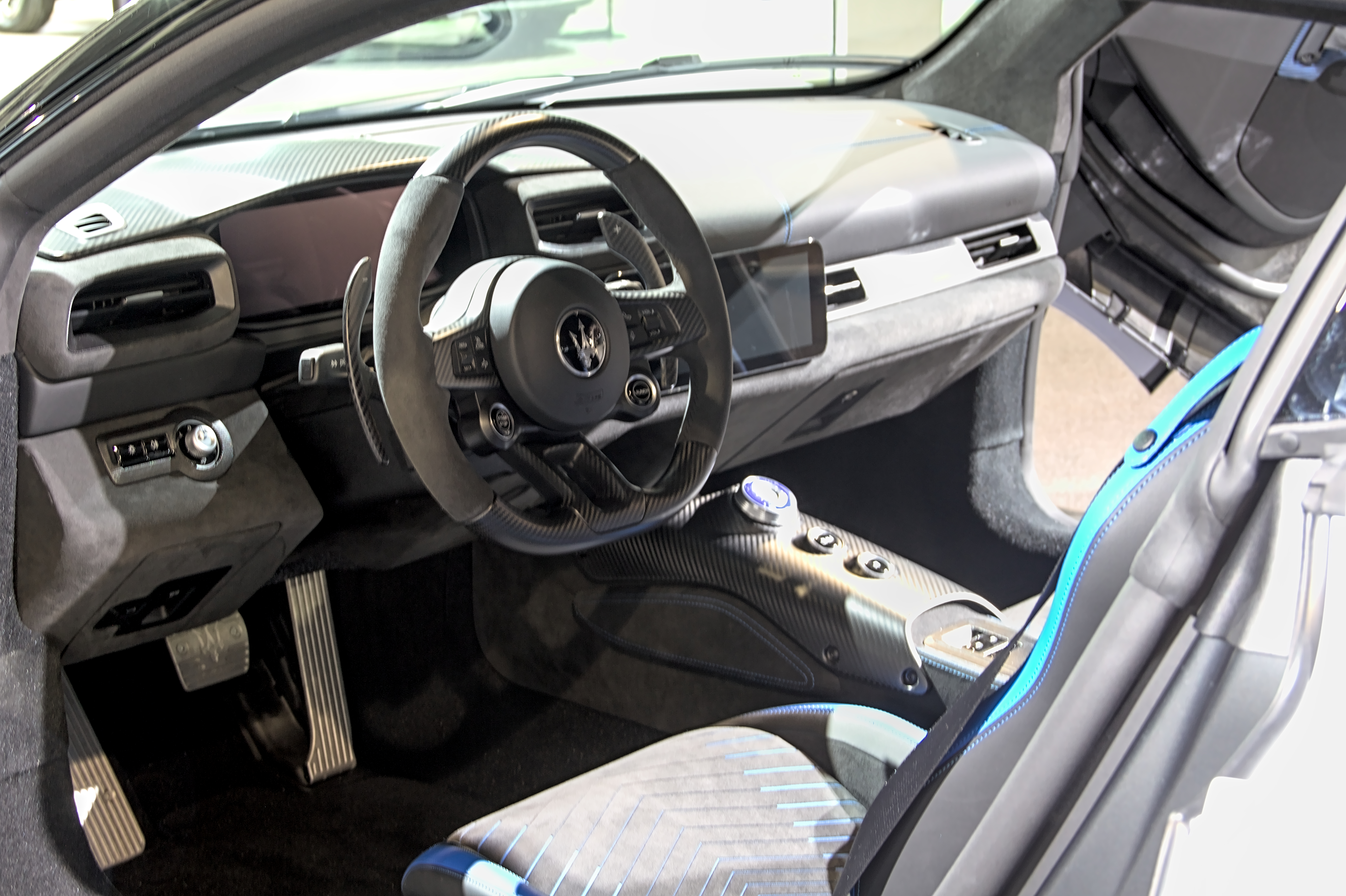
インテリア

インテリアは「ドライバーが運転に集中しやすい環境」を第一に設計された。カーボンファイバー製のセンターコンソールにはワイヤレス式のスマートフォン充電器、ドライビングモードセレクター（GT、Wet、Sport、Corsa、ESC Off）、ギアシフト用ボタン、パワーウィンドウスイッチ、マルチメディアシステムコントロールなどが集中配置され、機能性の向上を図っている。素材はレザーとアルカンターラを基調とし、上質さを演出している。
コネクテッドシステムには「マセラティ・コネクト・プログラム」を搭載。常時インターネットに接続することで、ナビゲーションシステム、Alexa、Wi-fiスポットといったサービスが提供され、スマートフォンやスマートウォッチの専用アプリで管理することも可能となっている。

### パフォーマンス
車重は1,500 kgで、パワーウェイトレシオは2.33 kg / PS。マセラティによればこのパワーウェイトレシオはクラス最高値だという。0-100 km / h加速は2.9秒以下、最高速は325 km / h以上と公表されている。

## 販売
2020年9月10日より受注を開始。日本での販売価格は2,650万円。2021年初頭からマセラティ本社に隣接する工場で生産が開始され、日本では2022年1月27日からデリバリーを開始した。
2021年1月5日から2月1日にかけて「ジャパンツアー」と称し、日本全国のマセラティディーラーでMC20の巡回展示を実施した。

### MC20 チェロ

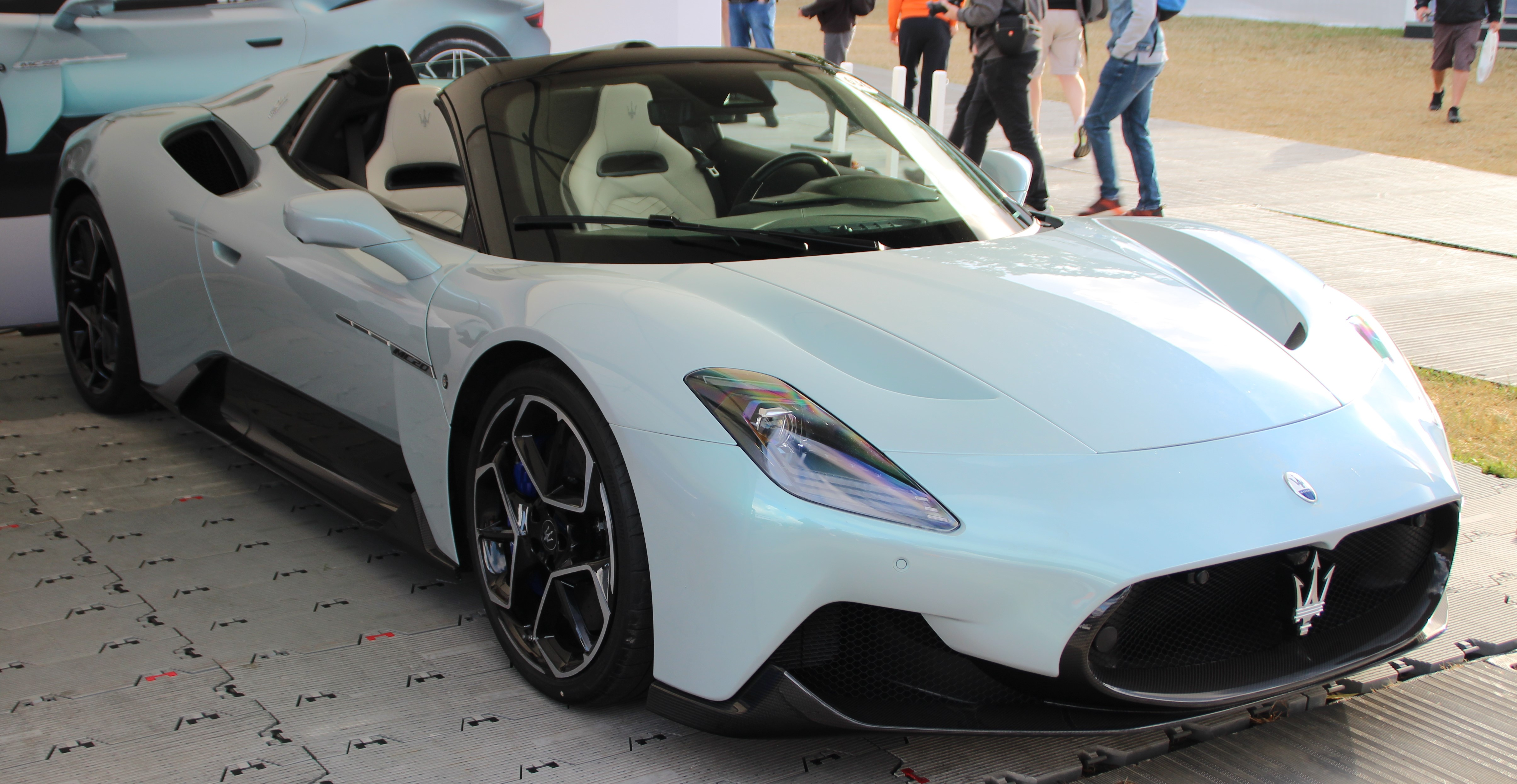
MC20 チェロ

2022年5月25日に発表されたオープンモデル。チェロ（Cielo）とはイタリア語で「空」を意味する単語である。
格納式のガラスルーフは、高分子分散液晶技術（PDLC）によってボタン操作で瞬時に透明から不透明状態へと変化するスマートガラスを採用している。ルーフの開閉にかかる時間は12秒、車重は1,545 kg。
日本での販売価格は3,385万円で、デリバリー開始は2023年初春を予定している。

### MC20 GT2
2022年7月26日に発表されたSRO GT2規定に沿って開発されたレース専用モデル。2023年のGT2ヨーロピアン・シリーズより参戦予定。

## その他
- 2021年1月にパリで開催された「第36回国際自動車フェスティバル」において、「2021年の最も美しいスーパーカー」を受賞した。
- 2021年の「レッド・ドット・デザイン賞」のプロダクトデザイン部門において、最上位の「ベスト・オブ・ザ・ベスト賞」を受賞した。
- 2021年7月に開催された「グッドウッド・フェスティバル・オブ・スピード」に出走した。